# 테고마스의 청춘
《테고마스의 청춘》(テゴマスの青春 테고마스노세이슌[*])은 테고마스의 4번째 정규 음반이다.

## 개요
초회반, 통상반 2가지 포맷으로 발매되었다.

## 수록곡

### 초회반
CD
1. 蒼色ジュブナイル / 푸른색 주버널
작사: 나와타 히사시 / 작곡: 토쿠오카 요시나리(from DEPAPEPE) / 편곡: DEPAPEPE, 나와타 히사시
2. ハルメキ / 하루메키
작사: zopp / 작곡: TAKA3 / 편곡: 에구치 료
3. いつかの街 / 언젠가의 거리
작사: Jem / 작곡: 야마다 토모카즈, 와타나베 타쿠야, 모리 코타, 코지 타카시 / 편곡: 이시즈카 토모키
4. DONUTS
작사: 야스오카 유타카(from 고스페라즈) / 작곡: 무라카미 테츠야(from 고스페라즈) / 편곡: 타케모토 켄이치
5. ファンタジア / 판타지아
작사: 모리 타마키 / 작곡: 코마츠 키요히토 / 편곡: 카메다 세이지
6. タイムマシン / 타임머신
작사: zopp / 작곡: 스즈키 켄타로 / 편곡: h-wonder
7. サヨナラにさよなら / 사요나라에 안녕
작사: 마츠오 키요시 / 작곡: 마츠오 키요시, 토요시마 요시히로 / 편곡: Maestro-T
8. 少年～Re:Story～ / 소년~Re:Story~
작사·작곡·편곡: 타케우치 타케히코
9. innocence
작사: 타케우치 타케히코 / 작곡: 콘도 카오루 / 편곡: 스즈키 마사야
10. 猫中毒 / 고양이 중독
작사: Puru / 작곡: Daan Speelman, Joost Speelman, Lars Boom / 편곡: 후나야마 모토키
11. 色鮮やかな君が描く明日の絵 / 화려한 색의 네가 그리는 내일의 그림
작사·작곡: Jem / 편곡: 스즈키 마사야
12. ヒカリ / 빛
작사: 마나베 코자토 / 작곡: TAKA3 / 편곡: 이시즈카 토모키

DVD
1. 〈ヒカリ 빛〉 Music Clip
2. 〈ヒカリ 빛〉 Making & Interview

### 통상반
CD
1. 蒼色ジュブナイル / 푸른색 주버널
2. ハルメキ / 하루메키
3. いつかの街 / 언젠가의 거리
4. DONUTS
5. ファンタジア / 판타지아
6. タイムマシン / 타임머신
7. サヨナラにさよなら / 사요나라에 안녕
8. 少年～Re:Story～ / 소년~Re:Story~
9. innocence
10. 猫中毒 / 고양이 중독
11. 色鮮やかな君が描く明日の絵 / 화려한 색의 네가 그리는 내일의 그림
12. ヒカリ / 빛
13. きれいごと / 내용은 하여튼 겉치레만은 좋은 것
작사·작곡: 사이토 케이 / 편곡: 이시즈카 토모키
14. 月の友達 / 달의 친구
작사: 마스다 타카히사 / 작곡: 테고시 유야 / 편곡: 치노 요시히코